# Il tunnel dell'amore
Il tunnel dell'amore (The Tunnel of Love) è un film commedia romantica statunitense del 1958 prodotto dalla Arwin Productions e diretto dal regista-attore-ballerino Gene Kelly.
Distribuito dalla Metro-Goldwyn-Mayer, è una commedia degli equivoci dal finale consolatorio, considerata un classico del genere. È stato tratto da una pièce teatrale di successo scritta per Broadway da Peter DeVries e Joseph Fields, a sua volta derivata da un romanzo dello stesso DeVries.
Girato in bianco e nero in cinemaScope con suono stereofonico, su sceneggiatura di Peter DeVries e Joseph Fields, fu distribuito in Europa nel 1959 (in Svezia entrò nel circuito cinematografico il 20 aprile).
Del cast fanno parte come protagonisti Doris Day e Richard Widmark, affiancati da Gig Young, Elisabeth Fraser e Gia Scala. Day ebbe per questa interpretazione una nomination al Golden Globe per la migliore attrice in un film commedia o musicale al Golden Globe 1959.

## Trama
Al centro della vicenda sono due provinciali sposi di Westport, nel Connecticut, Isolde Poole (Elisa nella versione per il mercato italiano) e August "Augie" Poole (Johnny nella versione italiana), editor al The Townsman magazine). Sposati da alcuni anni, i due desiderano disperatamente un figlio ma per svariati motivi non riescono a concepirne. Decidono allora di adottare un orfano e invitano quindi a casa loro per un colloquio l'ispettrice di un'agenzia di adozioni, Estelle Novick.

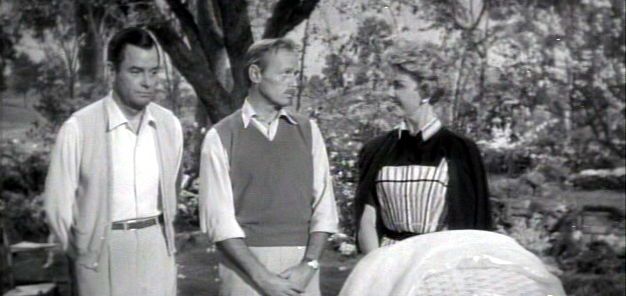
Gig Young (Dick), Richard Widmark (August) e Doris Day (Isolde)

In una sequenza di fraintendimenti, l'ispettrice ricava la sensazione che Augie possa non essere un buon candidato ad una paternità. Dopo un incontro a cena fra la giovane e l'aspirante papà, l'uomo si risveglia la mattina seguente in un motel, afflitto dai postumi di una pesante sbornia. Mesi dopo, Estelle incontra nuovamente Augie dicendogli che è incinta e che ha bisogno di denaro. Convinto di essere il padre del bimbo in arrivo, Augie fa di tutto per nascondere la cosa alla moglie, ma Isolde inizia a sospettare qualcosa quando l'agenzia per le adozioni si presenta con un bambino che assomiglia in maniera inquietante al marito. Naturalmente, nulla è come sembra (Estella infatti risulta essere incinta del proprio marito), ma i tasselli dell'intera storia - lieto fine incluso - andranno a posto solo poco prima del termine del film.
La sceneggiatura mette in risalto una curiosa dicotomia fra l'impossibilità dei coniugi Poole di avere dei figli e la situazione della vicina di casa Alice, che è quasi costantemente in dolce attesa, assistita dal premuroso, ed evidentemente affaticato, marito Dick Pepper.
L'unica differenza sostanziale che intercorre fra la sceneggiatura del film e il testo teatrale è che nel film è specificato che il protagonista, Augie Poole, non è il padre del bambino atteso da Estelle. Nella commedia teatrale, invece, Estelle seduce realmente - ed intenzionalmente - Augie, al fine di giungere ad una gravidanza che la metta in condizione di sperimentare di persona lo stato d'animo di madri nubili: in sostanza, il tema della sua tesi di dottorato, a cui sta dedicando parte del suo tempo.

## Critica
È stato, questo, il primo film di Kelly come regista in cui egli non sia apparso anche come interprete. Nella versione teatrale, il ruolo del protagonista Augie Poole fu interpretato per qualche tempo da Johnny Carson; altri interpreti sul palcoscenico furono Tom Ewell, Nancy Olson e Darren McGavin. Glenn Ford avrebbe dovuto essere il protagonista del film al fianco di Doris Day, ma dovette rinunciare essendo impegnato nel medesimo periodo in due altri progetti cinematografici.

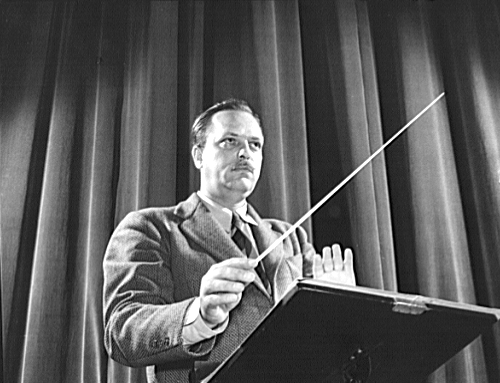
La colonna sonora del film comprende musiche di Leith Stevens

La colonna sonora del film comprende musiche di repertorio (non accreditate) di Paul Csonka, Al Sack, Leith Stevens e Lee Zahler. Nella distribuzione per l'Italia, i due protagonisti maschili - Gig Young e Richard Widmark - sono doppiati rispettivamente da Renzo Palmer e Stefano Sibaldi.
Il film non ebbe un buon riscontro commerciale. Come ultimo impegno in programma di Kelly per la MGM, giungeva in chiusura di un ciclo durato diversi anni. L'unico punto a favore del regista fu nella circostanza quello di essere rimasto dentro al budget fissato di 500.000 dollari, necessario per realizzare un film in bianco e nero, impiegando un unico set cinematografico, in tre sole settimane di lavorazione.
Uno dei motivi dello scarso successo al botteghino fu individuato da Kelly - che ne scrisse in seguito su The Films of Gene Kelly: Song and Dance Man - nell'impiego di Widmark nel ruolo protagonista. Pur specificando che le sue parole non volevano suonare come critica alla bravura dell'attore (sicuramente uno dei migliori in circolazione a quell'epoca), Kelly sottolineava come nel pubblico l'immagine di un interprete tenda a fissarsi su stereotipi; motivo per il quale, sebbene Widmark avesse iniziato la carriera come attore di opere leggere, era conosciuto - ed apprezzato - essenzialmente per i ruoli da duro interpretati, o comunque per parti caratterizzate da interpretazioni serie quando non propriamente drammatiche. Risultava così difficile per il pubblico, a parere di Kelly, accettare Widmark in un ruolo leggero, che avrebbe dovuto addirittura sconfinare nel sexy, sia pure contenuto secondo la morale dell'epoca, quantomeno per ottenere passaggi senza limiti di età.
Kelly si sarebbe comunque rifatto una decina di anni dopo (1969), dirigendo Barbra Streisand in Hello, Dolly! (il film fruttò a Kelly il New York Film Critics Circle Award come miglior regista e al film la nomination al Premio Oscar come miglior film).

## Cast
Oltre ai cinque protagonisti, il film ha avuto altri interpreti, molti dei quali caratteristi impiegati in numeri musicali e non accreditati:
- Elizabeth Wilson: Miss MacCracken
- Vikki Dougan: Gladys Dunne
- Doodles Weaver: Escort
- Charles Wagenheim: portiere di giorno del motel
- Robert Williams: portiere di notte del motel
- Esquire Trio: nella parte di se stessi
- Richard Bartell: barista
- Franklyn Farnum: ospite party
- Sam Harris: ospite party
- Kenner G. Kemp: ospite party
- Cosmo Sardo: ospite party
- Jeffrey Sayre: ospite party
- Donald Kerr: autista furgone
- Sid Melton: autista camion
- Howard Negley:  Dr. Vancouver